# Verdediger (voetbal)

Een 4-3-3 opstelling

Verdedigers hebben bij voetbal de taak te voorkomen dat de doelman onnodig in de problemen komt. Zij zijn namelijk de laatste linie tussen de aanvallers van de tegenstanders en de doelman.
Het aantal verdedigers in een opstelling hangt af van de strategie, maar varieert over het algemeen van drie tot vijf. Dat aantal is bovendien in de loop der jaren drastisch veranderd. Tot de jaren 1950 en 1960 waren twee tot drie verdedigers het maximum. Pas later stapten zowat alle teams over naar vier of meer verdedigers.
Verdedigers maken regelmatig gebruik van tackles om de tegenstander de bal te ontnemen. Een ander hulpmiddel dat ze gebruiken is de buitenspelval. Ook het 'voorstoppen van de bal' (het lichaam voor de bal zetten zodat hij daarop afkaatst) is een verdedigingstechniek.

## Soorten verdedigers

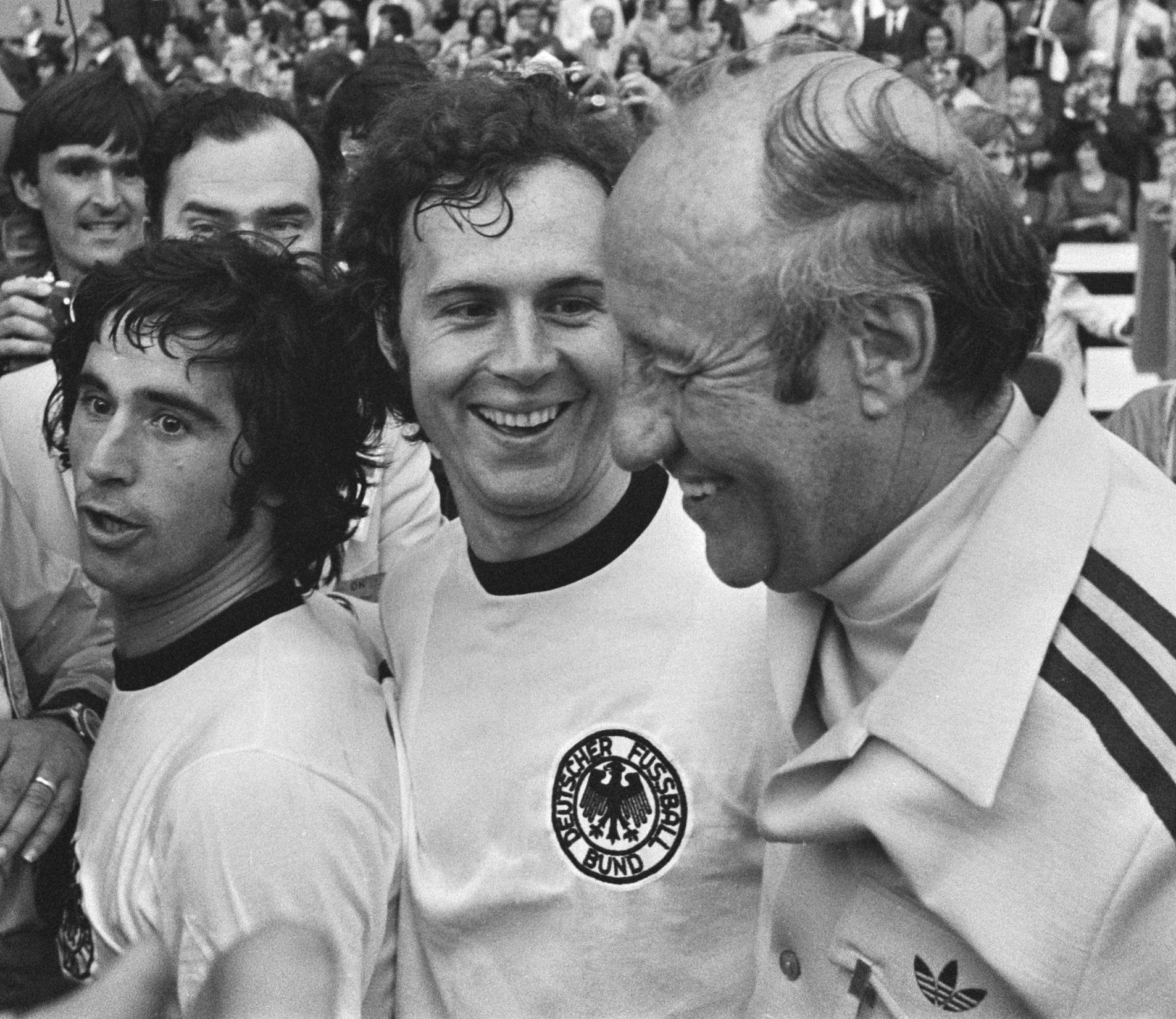
Franz Beckenbauer (midden) wordt beschouwd als de bekendste libero

### Centrale verdedigers
Deze verdedigers staan in de as van de verdediging. Het gaat meestal om grote, struise en kopbalsterke verdedigers. Hun grootste nadeel is daarom ook vaak dat ze niet snel en wendbaar zijn. Hun voornaamste taak is het voorkomen van doelpunten. Dit doen ze door de spitsen van de tegenstander op te vangen. De verdediger die als voornaamste taak het bewaken van de spits heeft, noemt men ook weleens de voorstopper. Omdat centrale verdedigers vaak groot zijn en goed kunnen koppen, schuiven ze bij hoekschoppen en vrije trappen regelmatig mee naar voor.
Een centrale verdediger die een vrijere rol heeft noemt men een libero. Hij speelt meestal achter de rest van de verdediging. Wanneer hij de bal in zijn bezit heeft, is het zijn taak om het spel op te bouwen. Dit kan hij doen door een lange pass te versturen of door mee in de aanval te trekken. Libero's hebben in tegenstelling tot andere centrale verdedigers vaak een betere techniek of pass in huis.

### Vleugelverdedigers
Deze verdedigers spelen aan de linker- en rechterzijde van het speelveld. Zij moeten voorkomen dat flankaanvallers of buitenspelers van de tegenpartij de kans krijgen om door te breken of een gevaarlijke voorzet te versturen. In balbezit mogen zij, vaak in tegenstelling tot centrale verdedigers, mee aanvallen en naar voor opschuiven.
Een rechts- of linksachter die heel aanvallend ingesteld is, noemt men ook wel een rechter- of linkervleugelverdediger (in het Engels: wing-back). Een vleugelverdediger heeft zowel verdedigende als aanvallende taken en loopt daarom tijdens een wedstrijd regelmatig zijn hele flank op en neer.